# Bethelium fasciatum
Bethelium fasciatum är en skalbaggsart som beskrevs av Aurivillius 1917. Bethelium fasciatum ingår i släktet Bethelium och familjen långhorningar. Inga underarter finns listade.